# کلیدابزار

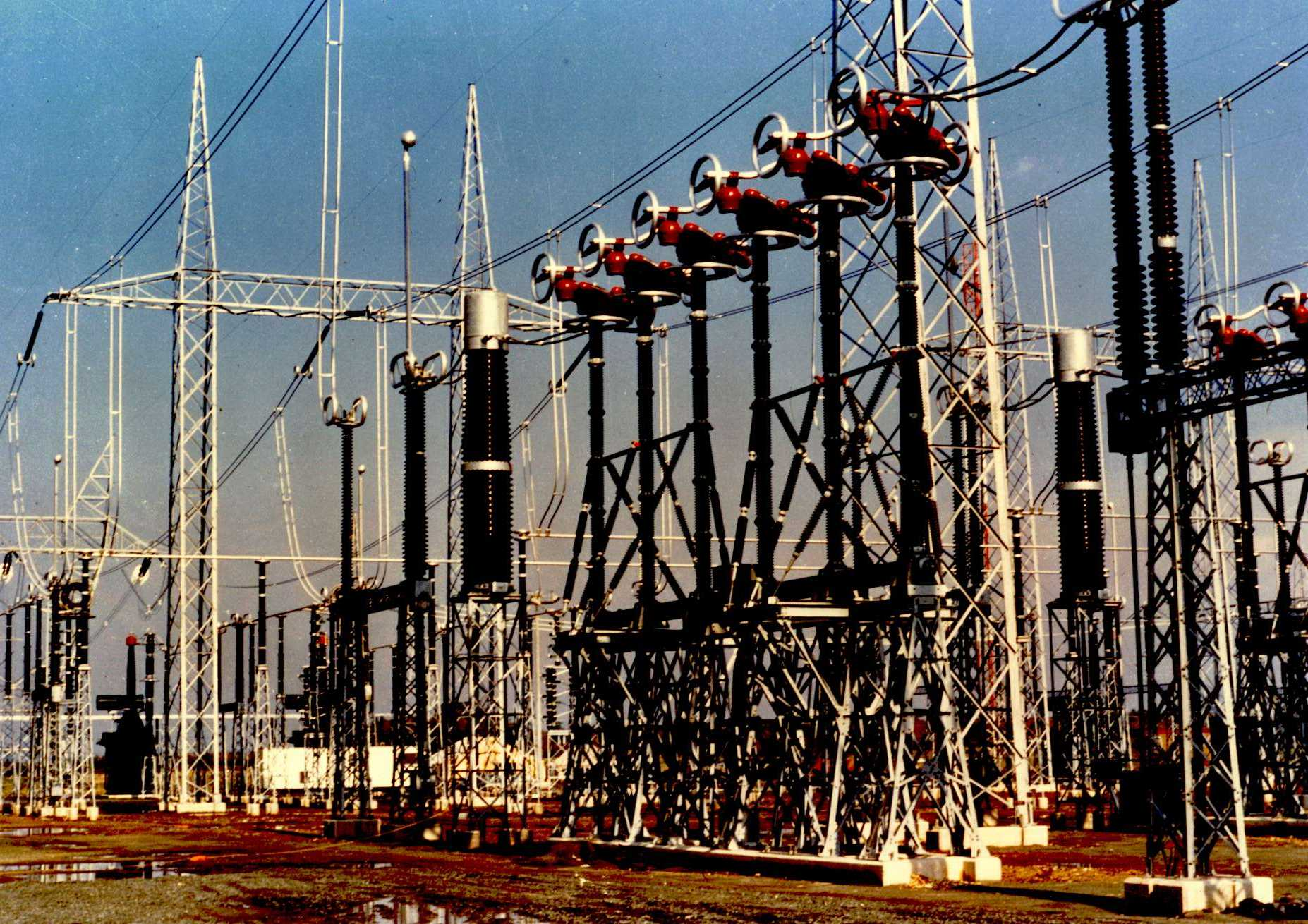
کلید ابزار ولتاژ بالا

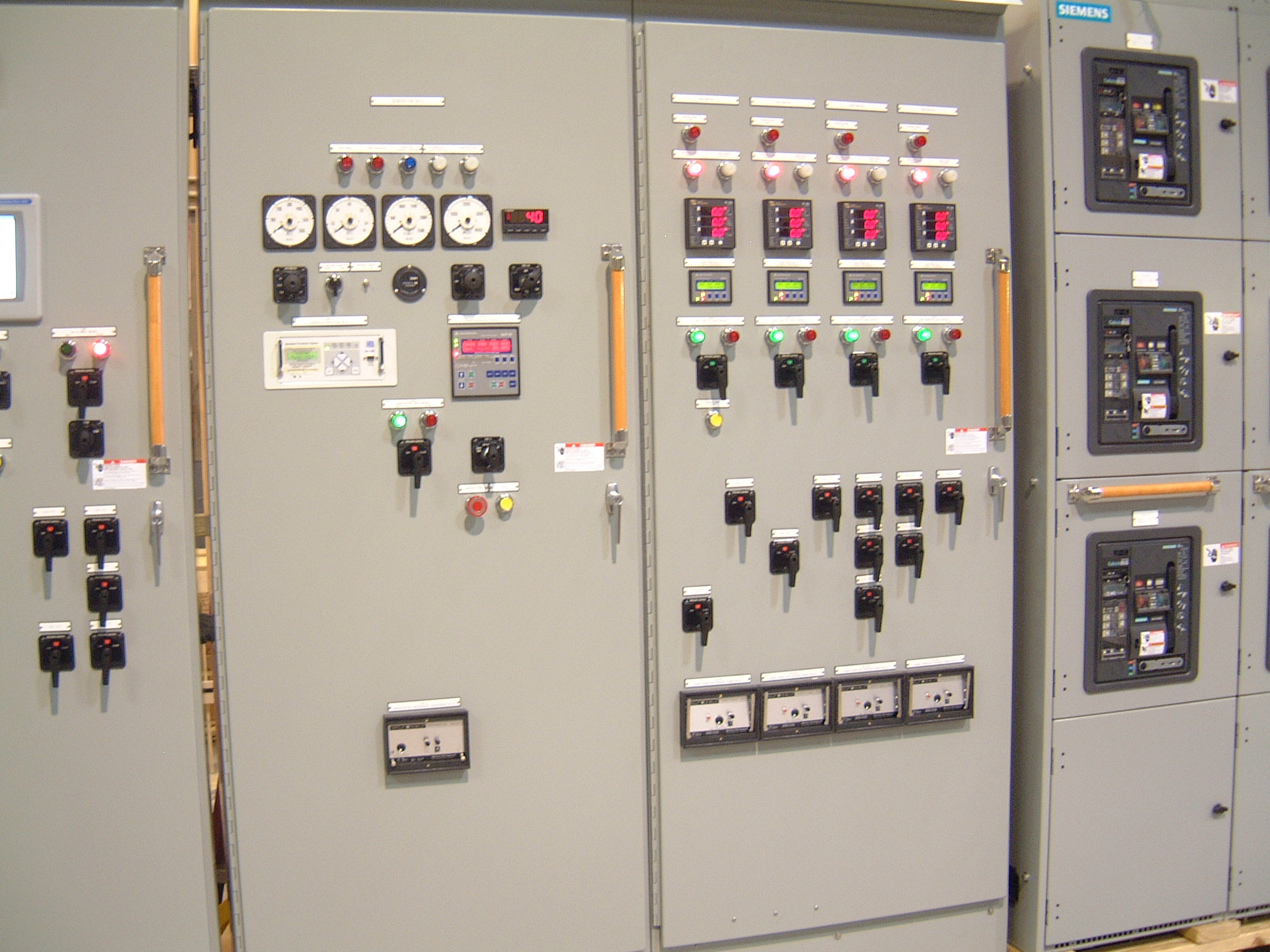
بخشی از تابلوی فرمان یک کلید ابزار بزرگ

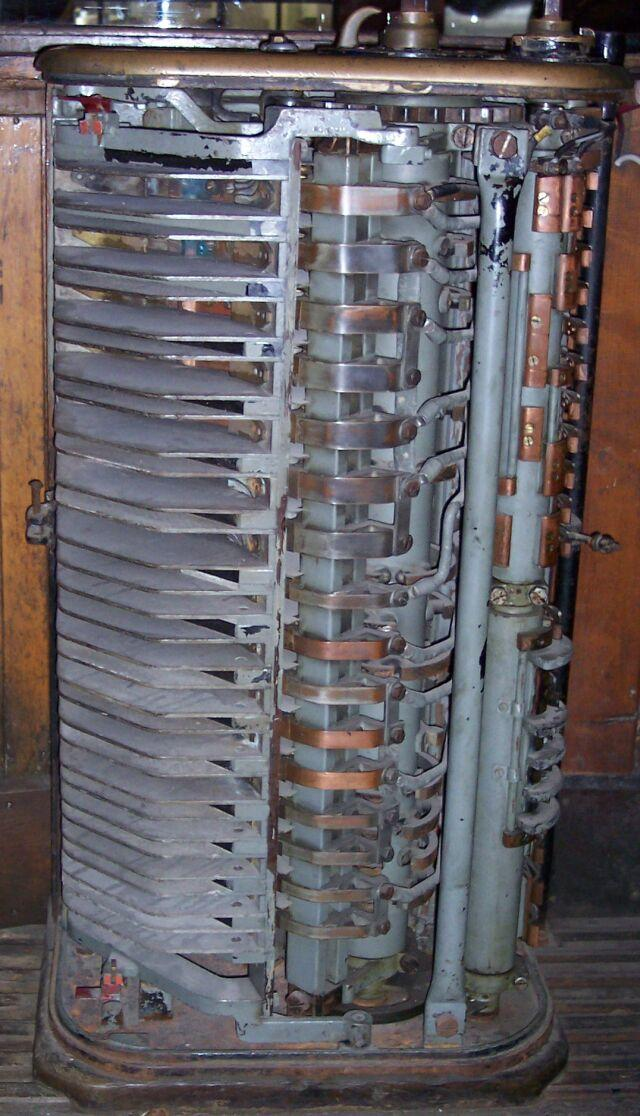
کلید ابزار واگن برقی

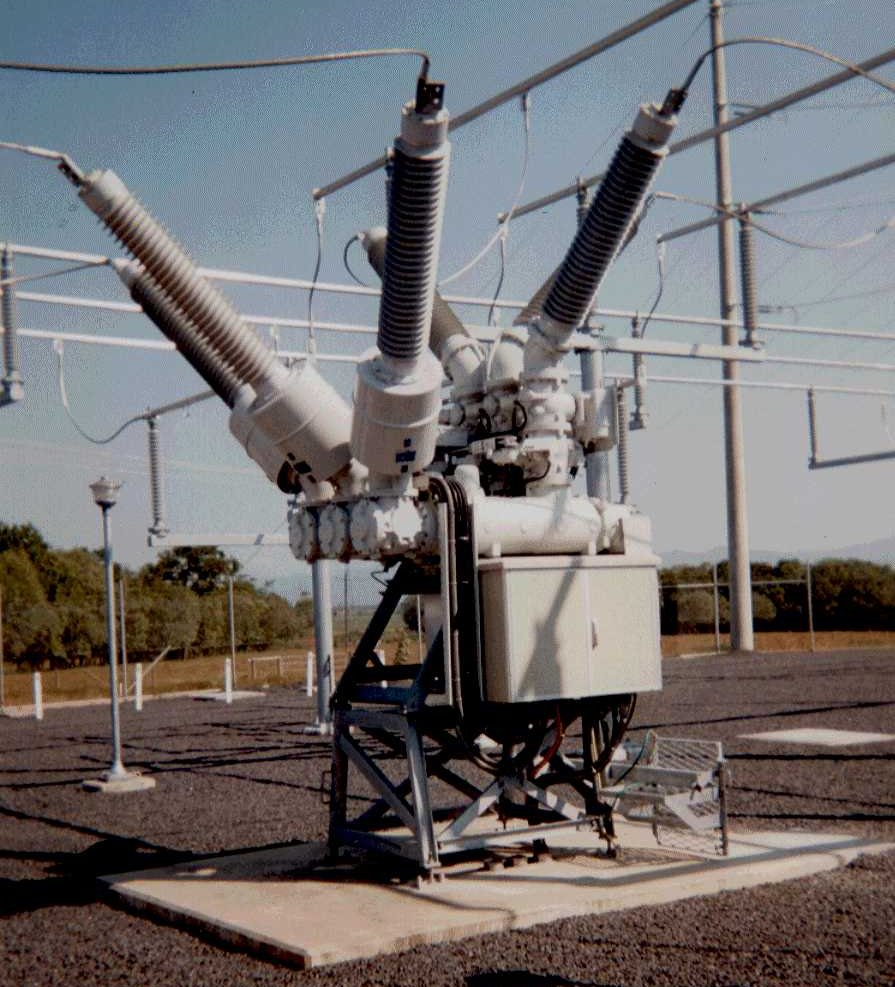
این مدار شکن از SF_{۶} و هوا به عنوان عایق جداکننده استفاده می‌کند.

در یک سیستم قدرت الکتریکی کلید ابزار ترکیبی از کلیدهای قطع، فیوزها، مدار شکن است که برای کنترل، حفاظت و جدا کردن تجهیزات برق به کار می‌رود. کلید ابزار هم برای تخلیهٔ انرژی تجهیزات برای کار کردن رو آن‌ها به کار می‌رود و هم برای رفع خطا در پایین دست. این نوع تجهیز به علت ارتباط با قابلیت اطمینان منبع برق اهمیت خاصی دارد.
اولین پست‌های مرکزی برق از کلیدهای چاقویی ساده که بر تابلوهای عایق دار مرمری و پنبهٔ کوهی (آزبست) سوار شده بودند استفاده می‌کردند.
کلید ابزار ولتاژ بالا اواخر قرن ۱۹ اختراع شد.تکنولوژی پیشرفت کرد تا اینکه ظرفیت آن‌ها تا ۱۱۰۰KV رسید.